# Craig Boyce
Craig Boyce, född den 2 augusti 1967 i Sydney i Australien, är en f.d. speedwayförare från Australien.

## Speedwaykarriär
Boyce tog brons i Speedway-VM 1994, vilket var hans enda internationella framgång individuellt. Han var med i Speedway Grand Prix i tre säsonger 1995, 1996 och 1998. Han slutade dock aldrig bättre än elva i GP, och nådde aldrig en A-final. Han avslutade sin karriär 2007.